# Сапроново (Ступинский район)
Сапроново — село в Ступинском районе Московской области в составе Аксиньинского сельского поселения (до 2006 года входило в Мещеринский сельский округ). По имеющимся сведениям, известно с 1577 года, как село Софроновское.
Сапроново на 2015 год фактически крупный дачный посёлок: при 43 жителях в селе 3 улицы и 12 садовых товариществ, село связано автобусным сообщением с Москвой, Коломной, Воскресенск ом и окрестными сёлами. В селе находилась каменная церковь Воскресения Словущего 1860-х годов постройки, снесённая в 1950-х годах.

## Население
| 2002 | 2006 | 2010 |
| ---- | ---- | ---- |
| 84   | ↗93  | ↘43  |

Сапроново расположено в северо-восточной части района, на безымянном ручье бассейна реки Северка, в 1 км от внешней стороны Большого московского кольца, высота центра села над уровнем моря — 145 м. Ближайшие населённые пункты: примерно в 3 км на северо-запад Беспятово и около 3,5 км на юго-запад — Мещерино.